# Richmond Hill (Queens)
Richmond Hill  es un barrio de clase media localizado en el centro-sur de Queens, Ciudad de Nueva York, EE. UU.. Colinda con el barrio Kew Gardens en el norte, Woodhaven y Ozone Park al oeste, South Ozone Park en el sur y South Jamaica en el este. El barrio se divide en la Junta Comunitaria de Queens 9 y 10.
Las calles comerciales principales del barrio incluye la Avenida Jamaica, Avenida Atlantic y la Avenida Liberty. El código postal de Richmond Hill es 11418; y para la parte sur del barrio es 11419.

## Bibliotecas
- Lefferts Branch
- Richmond Hill Branch

## Parques
- Forest Park
- Jacob Riis Triangle
- Lt. Frank McConnell Memorial Park
- Smokey Oval

## Escuelas

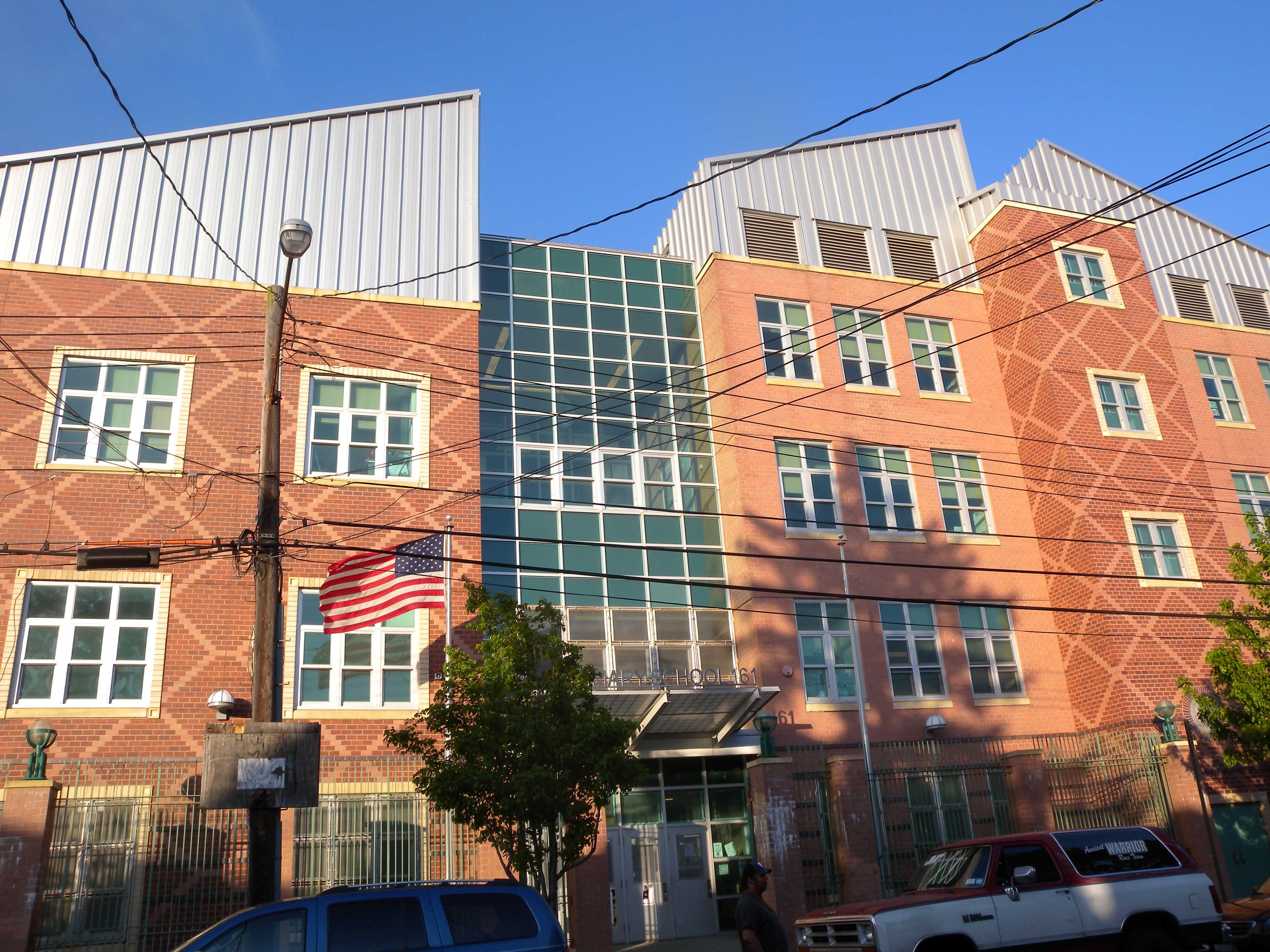
PS 161.

El Departamento de Educación de la Ciudad de Nueva York gestiona escuelas públicas.
Escuelas elementales:
- P.S. 51
- P.S. 161 Arthur R. Ashe Junior School
- P.S. 54 Hillside Avenue School
- P.S. 55 The Maure School
- P.S. 56 Harry Eichler School
- P.S. 62 Chester Park School
- P.S. 66 Oxford School
- P.S. 90 Horace Mann School

Escuelas secundarias: M.S. 137 America's School of Heroes.
Richmond Hill High School se encuentra localizada en el barrio.
Escuelas privadas:
- Bethlehem Christian Academy
- Hebrew Academy-West Queens
- Holy Child Jesus School
- Escuelas elementales islámicas
- Our Lady of the Cenacle
- St Benedict Joseph Labre (cerrada)
- Theatre Street School